# 譚學源
譚學源（1568年—17世紀），字伯洪，號又損，廣東廣州府龍門縣西門學背街人，明朝政治人物。

## 生平
譚學源年少貧苦，發憤讀書，十五歲入縣學，是萬曆二十五年（1597年）丁酉科廣東鄉試舉人，授貴縣知縣，任內讓縣民懷念，官吏畏服，辭官後購置祭田作崇祀，痛惜弟譚學濂無嗣，撥出田地延續其歲享，賑濟鄉里貧者，孝友聲譽遠近馳名。

## 引用
1. 1 2  民國《龍門縣志·卷九·縣民志五》：譚學源，號又損，西門學背街人，少貧苦志力學，十五遊庠，三十鄉薦，出宰廣西貴縣，民懷吏畏，解任歸置祭田崇祀事，痛弟學濂無嗣，撥田以延其歲享，鄉鄰之貧窶者常分粟賑之，孝友著聞遠邇思慕。 同上（舊志）
2. ↑  民國《龍門縣志·卷七·縣民志二》：明……萬曆朝……譚學源 字伯洪，西門內人，二十五年丁酉科（舉人），廣西貴縣知縣，有傳，舊志